# Rollie Fingers
Roland Glen Fingers (nació el 25 de agosto de 1946 en Steubenville, Ohio) es un exjugador de béisbol de Estados Unidos que actuó como lanzador en las Grandes Ligas. Durante su carrera de 18 temporadas actuó para los Oakland Athletics (1968-1976), San Diego Padres (1977-1980) y Milwaukee Brewers (1981-1985). En 1992, se convirtió en el segundo relevista en ser incluido en el Salón de la Fama, con una votación del 81.16%. Además, es uno de los pocos jugadores de las Mayores en tener retirado su número en más de un club (Oakland Athletics y Milwaukee Brewers).

## Carrera en Grandes Ligas
Fingers fue un pionero en el relevo del béisbol moderno, principalmente definiendo el rol de lanzador relevista para años posteriores. Como era generalmente aceptado en los años 60, Fingers fue desplazado al bullpen —y en algún momento a su rol como cerrador— debido a dificultades presentadas como abridor. Antes de Fingers, los lanzadores que previamente habían sido abridores y tenían éxito como relevistas eran devueltos a la rotación habitual de abridores del equipo. Esto cambió desde el éxito obtenido por Fingers y otros contemporáneos suyos como Sparky Lyle y Goose Gossage, haciendo que fuera ampliamente aceptado que un buen lanzador reportaba mayores beneficios a su equipo como cerrador que como tercer o cuarto abridor.
Fingers fue seleccionado MVP de la Liga Americana además de ganar el Cy Young Award en la temporada de 1981 con los Milwakee Brewers. En 1974 fue seleccionado como el MVP de la Serie Mundial para los Athletics, al salvar dos partidos y ganar uno. Fingers ganó tres Series Mundiales consecutivas (1972, 1973 y 1974) con los Oakland además de ganar el Rolaids Relief Man of the Year Award en 1977 y 1978. Igualmente ganó este premio en 1980 con los Padres y en 1981 con los Brewers. Salvó 29 juegos en la temporada de 1982 con los Brewers, pero empezó la temporada con muchas molestias y no pudo estar presente en la primera (y única hasta ahora) participación de los Brewers en Series Mundiales.
En 1992, fue seleccionado para el Salón de la Fama, uniéndose a Wilhelm como los únicos relevistas de la historia seleccionados para el Salón (Eckersley, Sutter y Gossage se les unieron luego). En 1999, “The Sporting News” ubicó a Fingers en el puesto 96 de la lista de los 100 mejores jugadores de béisbol de la historia (100 Greatest Baseball Players) y fue nominado como finalista del Juego de la Centuria de las Grandes Ligas (Major League Baseball All-Century Team). Fingers es uno de los ocho jugadores que tienen su número retirado de más de un equipo.